# Mangfalltal
Mangfalltal bezeichnet die vom Fluss Mangfall in Oberbayern geprägte Landschaft, insbesondere den dortigen Siedlungs-, Kultur- und Wirtschaftsraum. Es erstreckt sich auf einer Länge von etwa 50 Kilometern entlang der Mangfall von Gmund am Tegernsee im Landkreis Miesbach bis nach Rosenheim, wo die Mangfall in den Inn mündet.

## Geschichte
Die Entstehung des Mangfalltals in seiner heutigen Form lässt sich auf den Inn-Gletscher zurückführen.
Das Mangfalltal ist ein historischer Kulturraum, der in bajuwarischer Zeit als Sundergau eine eigenständige Einheit bildete. Im Mittelalter wurde es lange von den Falkensteinern beherrscht, bevor es Ende des 13. Jahrhunderts nach der Ermordung des Grafen Sigebothus VI. an die Wittelsbacher fiel. Diese ließen die Region von Aibling aus verwalten, wo bereits eine Vogtei des Bistums Bamberg und der Neuburg-Falkensteiner bestand.

## Topografie
Topografisch wird unterschieden zwischen dem oberen und dem unteren Mangfalltal. Das „Obere Mangfalltal“ reicht vom Mangfallknie bei Valley flussaufwärts bis zum Tegernsee, dessen Abfluss die Mangfall bildet. In diesem Teil überquert bei Weyarn die Mangfallbrücke der Bundesautobahn 8 das tief eingeschnittene Tal. Das „Untere Mangfalltal“ erstreckt sich von Feldkirchen-Westerham flussabwärts bis Rosenheim, wo die Mangfall in den Inn mündet.
Wenn man vom Mangfalltal spricht, ist oft das „Untere Mangfalltal“ mit den Städten und Gemeinden Feldkirchen-Westerham, Bruckmühl, Bad Aibling, Kolbermoor und Rosenheim gemeint, was daran liegen dürfte, dass dieser Bereich bereits frühgeschichtlich ein Siedlungsgebiet war und noch heute einen zusammenhängenden Wirtschaftsraum in Oberbayern darstellt.

## Infrastruktur
Im oberen Mangfalltal wird der größte Teil des Trinkwassers für die Landeshauptstadt München gewonnen. Ab 1881 wurden dazu Quellen in diesem Gebiet erschlossen und im Laufe der Jahre ausgebaut. Heute deckt das Wasser aus dem Mangfalltal den Trinkwasserbedarf von München zu etwa 80 Prozent.
Die Stadtwerke München als Betreiberin der Wassergewinnung im Mangfalltal fördert seit 1992 dort die ökologische Landwirtschaft, um die hohe Qualität des Wassers zu sichern.

## Kulturelles
Zahlreiche Vereine, Verbände, kulturelle und öffentliche Einrichtungen führen Mangfalltal im Namen.

## Schutzgebiete
Die Mangfall fließt durch mehrere Landschaftsschutzgebiete:
- Schutz des Tegernsees und Umgebung (LSG-00072.01) in Gmund am Tegernsee bis etwa 1 km nach dem Abfluss aus dem Tegernsee
- Schutz der Egartenlandschaft um Miesbach (LSG-00550.01) von Gmund am Tegernsee bis zur nördlichen Stadtgrenze von Miesbach
- Schutz der Grünflächen an der Mangfall (LSG-00322.01) im Bereich der Stadt Rosenheim bis zur Mündung in den Inn

Von Gmund am Tegernsee bis Unterreit ist das Mangfalltal ausgewiesen als schützenswertes Fauna-Flora-Habitat-Gebiet im Landkreis Miesbach und im Landkreis Rosenheim. Nachdem am 1. April 2016 die Bayerische Natura 2000-Verordnung in Kraft trat, welche die Richtlinien zu Fauna-Flora-Habitat-Gebieten (FFH-Gebieten) wie auch den Europäischen Vogelschutzgebieten regelt, wurde für das Mangfalltal ein Managementplan gestartet. Dieser wird in einem Planungszeitraum von etwa zwei Jahren in einem ersten Schritt die Bestandserfassung, Dokumentation und Kartierung durchführen und in den folgenden Schritten die notwendigen Erhaltungsmaßnahmen für das Schutzgebiet festlegen. Ausführende Behörden sind das Amt für Ernährung, Landwirtschaft und Forsten in Holzkirchen und Ebersberg.